# Johnny Bucyk
John Paul Bucyk (* 12. května 1935, Edmonton, Alberta, Kanada) je bývalý profesionální hokejový levý křídelník. V roce 2008 byl členem organizace Boston Bruins už nevyrovnatelných 50 let. U příležitosti 100. výročí NHL byl v lednu 2017 vybrán jako jeden ze sta nejlepších hráčů historie ligy.

## Hráčská kariéra
Bucyk byl schopný levý křídelník, se svou výškou jeden z nejvyšších své doby. Sice nikdy nebyl označován jako nejlepší, především kvůli hvězdám jako Bobby Hull a Frank Mahovlich, ale měl skvělou a dlouhou kariéru. Při jejím ukončení byl čtvrtý v počtu bodů v historii a třetí v počtu odehraných zápasů v historii. I přes jeho schopnost zničit soupeře nádherným úderem bokem byl hodně čistý hráč, který v letech 1971 a 1974 vyhrál Lady Byng Trophy pro hráče který při vysokých standardech hry sbírá malé množství trestných minut.
Bucyk hrál juniorský hokej za jeho městský tým Edmonton Oil Kings čtyři roky, poté, v roce 1955, podepsal smlouvu s Detroit Red Wings. V roce 1958 byl vyměněn do Boston Bruins ve velmi překvapujícím obchodu za tehdy nejlepšího brankáře ligy Terryho Sawchuka. Dodnes je výměna považována za jednu z nejnevyrovnanějších v historii. Zatímco Sawchuk měl své nejlepší dny už za sebou, Bucyk se stal okamžitě hvězdou Bruins a skvěle spolupracoval v rámci své útočné formace s Vicem Stasiukem a střelcem Bronco Horváthem.
Jeho Bruins se ale v šedesátých letech přestalo dařit, pětkrát v řadě na posledním místě v NHL a Bucyk byl jejich vedoucím střelcem. Na konci šesdesátých let se stal kapitánem a Bruins se vrátili na přední pozice. V sezoně 1970–71 si připsal 51 gólů. V letech 1970 a 1972 vyhrál s Bruins Stanley Cup. V té době hrál v přesilovkové formaci s hvězdami jako Bobby Orr, Phil Esposito John McKenzie a Fred Stanfield.
Ve své předposlední sezoně ztratil kapitánské "céčko" když utrpěl zranění a ukončil kariéru v roce 1978, po které Bruins vyřadili jeho číslo 9. Za Boston vstřelil 545 gólů, což je stále platný rekord týmu. Ray Bourque byl jediným hráčem, který pokořil jeho týmové rekordy v počtu bodů a asistencí.
Bucyk dále působí v organizaci Bruins, nejprve při různých příležitostech jako hlasatel, poté ve vedení týmu, kde stále působí. V roce 1981 byl uveden do Hokejové síně slávy.

## Úspěchy a fakta
Na konci sezony 2008–09 byl umístěn 23. v počtů gólů, 22. v počtu bodů a 10. v počtu odehraných zápasů v historii.

Na konci kariéry byl v počtu bodů v historii první mezi levými křídly, rekord překonal Luc Robitaille.

Zaznamenal šestnáct dvacetigólových sezon.

Nominován do prvního výběru hvězd v roce 1971 a do druhého výběru hvězd v roce 1968. 

Vyhrál Lady Byng Trophy v letech 1971 a 1974.

Vyhrál Lester Patrick Award za přínos hokeji ve Spojených státech v roce 1977. 

Hrál v Utkání hvězd v letech 1955, 1963, 1964, 1965, 1968, 1970 a 1971. 

Drží rekordy týmu Bruins v počtu gólů a v délce série odehraných zápasů v řadě, druhý za Rayem Bourquem v počtu odehraných zápasů, v počtu asistencí a bodů. 

Vyfasoval přezdívku "Chief" (Náčelník), protože vypadal jako původní obyvatel, ve skutečnosti měl ale ukrajinské kořeny.

Po ukončení dlouhého neúspěcu Bruins v play-off v roce 1970, byl prvním hráčem, který obkroužil se Stanley Cupem Boston Garden.

Jeho synovec Randy Bucyk hrál za Northeastern University a také za Calgary Flames a Montreal Canadiens, se kterými v roce 1986 vyhrál Stanley Cup. V roce 1989 byl členem kanadské reprezentace.

Nejstarší hráč, který pokořil hranici 50 gólů v sezoně a nejstarším hráčem který tuto hranici pokořil poprvé. 

V roce 1998 byl označen jako čtyřicátýpátý nejlepší hráč historie v žebříčku časopisu The Hockey News.
Jeden z nejúspěšnějších trenérů historie NHL Scotty Bowman, opakovaně uváděl, že styl hry Johnny Bucyka je velice podobny se stylem Jaromíra Jágra. 